# Heterosilpha ramosa
Heterosilpha ramosa – gatunek chrząszcza z rodziny omarlicowatych.
Chrząszcz o ciele długości od 11,2 do 16,7 mm (wg innego źródła od 14 do 28 mm). Ubarwiony jest w całości czarno (wg innego źródła przedplecze może być ciemnobrązowe). Powierzchnię przedplecza gęsto pokrywają drobne punkty. Na każdej pokrywie występują trzy żeberka z krótkimi odgałęzieniami na boki. U samców pokrywy są na końcach zaokrąglone, natomiast u samic lekko wyciągnięte. Samce mają dwie początkowe pary odnóży z rozszerzonymi, owłosionymi od spodu tarsomerami.
Larwy są czarne lub ciemnobrązowe, opatrzone jasnobrązowym paskiem na grzbiecie. Czułki mają o drugim człon z licznymi płytkami w części zmysłowej i znacznie krótszym niż trzeci. Ostatni człon głaszczków szczękowych mają trzykrotnie dłuższy niż szeroki. Tergit przedtułowia nie jest na przedzie wykrojony. Ich urogomfy są wyglądają na jednoczłonowe.
Larwy jak i imagines żerują na padlinie i występujących na niej larwach muchówek i innych owadach. Samica składa jaja w pobliżu truchła, a larwy lęgną się po 5 dniach. Cykl rozwojowy około 30 dni. Zimują owady dorosłe.
Owad nearktyczny. Rozprzestrzeniony od południowej i zachodniej Kanady po Nowy Meksyk, Kalifornię i północną Kalifornię Dolną.